# だれもがポオを愛していた
『だれもがポオを愛していた』は平石貴樹の長編小説で、1985年に集英社から刊行された。エドガー・アラン・ポーの終焉の地、アメリカのボルティモアを舞台にしている。

## 概要
ミステリで人気な読者への挑戦状を挿入していたり、アリバイ表などが入っている事で、ミステリファンを喜ばせている。創元推理文庫の解説は、作家の有栖川有栖が書いている。

## あらすじ
米国、ボルティモア郊外で、日系人兄弟の住む館が爆破され、沼の中に消え去った。テレビ局にかかってきた予告電話のとおり、エドガー・アラン・ポーの作品を見立てた事件が次々と発生する。その事件をニッキ・サラシーナとナゲット・マクドナルドが解決する話。

## ポオの作品と関連する所
- アッシャー家の崩壊
- ベレニス
- 黒猫
- ユリイカ

## 主な登場人物
- ナゲット・マクドナルド：本編の語り手
- Ｓ・Ｗ・＊＊教授：本編の翻訳者
- サラシーナ（更科）：外交官
- ニッキ・サラシーナ（更科丹希）：その娘
- エイブ・アシヤ：実業家 日系２世
- テッド・アシヤ：エイブの弟
- エリナ・アシヤ：テッドの妻
- ロバート・アシヤ：デットとエリナの息子
- メアリアン・アシヤ：ロバートの妹
- ケンイチ（ケニチ）・アシヤ：エイブの従弟の息子
- ジョージ・ワシド：アシヤ屋敷の執事
- マーサ・ワシド：ジョージの妻
- エイナル・Ｔ・ホール：家政婦
- マリー・トッド：エイブと離婚した女性
- チェリー・ワシド：ワシド夫妻の娘
- リンディ・ジョンソン：チェリーの恋人
- ティット：リンディのガールフレンド
- ペッパー博士：嘱託医
- Ａ・ジャクソン：ゴルフ・クラブの経営者
- ジミー・カダ：弁護士
- ジョン・タイラ：医師
- ジャクリーン・カネダ：骨董商
- ジューシー・レイビア：その店員
- カルヴィン・クリヂ：骨董商
- ポール：新聞記者
- ジョン・ハリスン：カメラマン
- サキット・グッド：ジャクリーンのパトロン
- センゴク：東京の美術商
- ケロッグ警視：捜査官
- ナビスコ：捜査官
- ロン：捜査官
- ヤース：捜査官
- ベディ・クロッカー：捜査官
- バドワイザー：捜査官
- キャンベル：捜査官
- マコーミック：捜査官
- ハインツ：捜査官